# Hildegart - La vergine rossa
Hildegart - La vergine rossa (La virgen roja) è un film del 2024 diretto da Paula Ortiz e tratto da una storia vera.

## Trama
La storia vera di Hildegart Rodríguez che all'età di 16 anni era già un'esperta della sessualità femminile, una delle ragazze più creative e brillanti degli anni '30, forgiata dalla madre a diventare una donna ideale per il futuro. Ma quando la giovane decide di ribellarsi a sua madre e alle severe regole che la donna le impone, quest'ultima farà di tutto per impedirle di liberarsi di lei.

## Distribuzione
Il film è stato presentato al Festival internazionale del cinema di San Sebastián del 2024, distribuito nelle sale cinematografiche spagnole dal 27 settembre 2024 e distribuito in Italia sulla piattaforma Amazon Prime Video dal 5 dicembre 2024.